# Roel Wiersma
Roel Wiersma, né le 15 avril 1932 à Hilversum aux Pays-Bas et mort le 4 février 1995, est un footballeur international néerlandais qui occupe le poste de défenseur puis reconverti dirigeant dans le football. Il évolue la plus grande partie de sa carrière au PSV Eindhoven, club avec lequel il est capitaine durant plusieurs saisons et champion des Pays-Bas en 1963. Disputant également 53 rencontres avec l'équipe des Pays-Bas, il est capitaine de la sélection à 15 reprises. Une fois sa carrière de joueur achevée, il se reconvertit dans l'entraînement puis devient dirigeant dans le milieu du football.

## Biographie

### Jeunesse
Roel Wiersma est né à Hilversum en 1932, de parents installés dans cette ville cinq ans auparavant en provenance d'Amsterdam. Wiersma est un nom frison, son grand-père paternel est né à Harlingen. À 8 ans, il rejoint le club omnisports Donar dans sa ville natale. Outre le football, Wiersma y pratique notamment le baseball, le basket-ball et le tennis de table.

### Carrière de joueur

#### En club
En 1949, Wiersma fait ses débuts dans l'équipe première de football de Donar, qui évolue alors dans la quatrième division néerlandaise. Lors de sa première saison, le club est promu en troisième division. Wiersma a joué pour Donar jusqu'à la saison 1954-1955 à l'issue de laquelle le club monte en deuxième division. En parallèle de ses matchs à Donar, il évolue dans l'équipe nationale de l'armée de l'air dont il est membre dans le cadre de son service militaire. Durant celui-ci, il est stationné à Eindhoven en tant que sergent instructeur sportif. Pendant son service, Wiersma s'entraîne à plusieurs reprises au sein du PSV Eindhoven et ses performances à Donar ainsi que dans la sélection militaire amènent le PSV à le recruter en 1954.
Initialement concentré sur des joueurs locaux, le PSV s'ouvre à partir des années 1950 à des joueurs issus de l'ensemble du pays, ce qui est le cas dans le transfert de Wiersma qui rejoint Eindhoven pour un transfert de 3000 florins (le PSV ne paie finalement que 2500 florins à Donar),. À cette époque, chaque joueur du PSV a un emploi au sein de la société Philips. Plusieurs membres de sa famille travaillant pour la Nederlandsche Seintoestellen Fabriek (NSF), entreprise détenue par Philips, Wiersma rejoint également cette société. Durant sa carrière, Wiersma est en conflit à plusieurs reprises avec le PSV. Ainsi, le club rechigne à financer la formation d'ingénieur qui lui a été promise et cède après une menace de Wiersma de rejoindre Feyenoord. Lorsque Wiersma quitte le PSV, il n'a pas reçu un bonus conventionnel de 3000 florins versé à ses coéquipiers. Wiersma est resté au PSV dix ans et est le capitaine de l'équipe qui gagne le championnat des Pays-Bas en 1963, son premier et unique trophée. Il participe au premier match en coupe d'Europe du PSV en 1955 face au Rapid Vienne (élimination du PSV 6-2). La campagne de Coupe d'Europe 1963-1964 du PSV est plus réussie, le club atteignant cette fois les quarts de finale. Wiersma y dispute les six matches du PSV dans la compétition.
La nomination de Bram Appel comme entraîneur du PSV est un tournant pour Wiersma. Appel privilégie en effet de jeunes joueurs et ne compte plus sur Wiersma qui rejoint le club voisin du Eindhoven VV en 1965, sans indemnité de transfert. Au total, il dispute 316 matches de championnat pour le PSV. Wiersma a également disputé 14 matches de coupe et huit matches européens. Sa carrière à Eindhoven VV est interrompue par une fracture du tibia qui le force à mettre fin à sa carrière.

#### En sélection
Wiersma fait ses débuts dans l'équipe nationale néerlandaise alors qu'il joue à Donar en troisième division. Le 24 octobre 1954, il participe à un match amical contre la Belgique. À partir de cette première sélection, Wiersma participe à 35 rencontres de sélection consécutives, ce qui constitue un record national, une série qui s'interrompt le 21 octobre 1959 où il est absent lors d'une défaite néerlandaise 7-0 contre l'Allemagne de l'Ouest. Dans 15 de ses matchs, Wiersma a exercé les fonctions de capitaine du côté néerlandais. Sa carrière en équipe nationale s'est terminée après une dispute avec l'entraîneur Elek Schwartz qui met Wiersma sur le banc après une défaite 4-1 contre le Danemark en 1962. Schwartz impute la mauvaise performance de Wiersma à une attention disproportionnée à ses études d'ingénieur; Wiersma pointe de son côté la mentalité de ses coéquipiers.

### Après-carrière et mort
Après sa retraite, Wiersma est resté impliqué dans le sport. Il est devenu entraîneur de l'équipe de water-polo du PSV et a également entraîné les équipes de football amateur du TOP Oss et d'ASV '33. Au cours de la saison 1976-1977, il entraîne une autre équipe amateur, le VV Oirschot Vooruit. En 1961, il est l'un des fondateurs du Vereniging van Contractspelers (VVCS), un syndicat de footballeurs professionnels. Initialement vice-président, il en est le président entre 1967 et 1975. À partir de 1979, Wiersma est également membre du conseil d'administration des affaires techniques de la Fédération royale néerlandaise de football (KNVB). Après avoir quitté son poste de membre du conseil d'administration, il siège dans plusieurs commissions fédérales. Il a également travaillé comme consultant pour le journal néerlandais De Telegraaf. Le 4 février 1995, Wiersma meurt d'un arrêt cardiaque pendant un match de tennis,.

## Caractéristiques
Joueur droitier, Roel Wiersma évolue sur le terrain en tant qu'arrière droit, connu pour être un défenseur puissant et physique avec une grande endurance. Pratiquant un jeu rude mais correct, son point fort est le domaine aérien, son point faible étant sa technique. Wiersma indique en 1962 : « Je suis un joueur avec des compétences techniques très moyennes. Je n'ai pu tenir autant d'années à ce niveau qu'à cause de ma combativité et parce qu'apparemment, il n'y a pas de meilleur défenseur ».

## Palmarès
Durant sa carrière en club, Roel Wiersma remporte avec le PSV Eindhoven le championnat des Pays-Bas en 1963.

## Statistiques
Le tableau ci-dessous résume les statistiques en match officiel de Roel Wiersma durant sa carrière de joueur professionnel en championnat des Pays-Bas ainsi qu'en Coupe d'Europe,.
| Saison                | Club                  | Championnat           | Championnat | Championnat | Coupe(s) nationale(s) | Coupe(s) nationale(s) | Compétition(s) continentale(s) | Compétition(s) continentale(s) | Compétition(s) continentale(s) | Pays-Bas | Pays-Bas | Total | Total |
| Saison                | Club                  | Division              | M.          | B.          | M.                    | B.                    | Comp.                          | M.                             | B.                             | M.       | B.       | M.    | B.    |
| 1954-1955             | PSV Eindhoven         | Eredivisie            | 6           | 0           | -                     | -                     | -                              | -                              | -                              | 5        | 0        | 11    | 0     |
| 1955-1956             | PSV Eindhoven         | Eredivisie            | 32          | 1           | -                     | -                     | C1                             | 2                              | 0                              | 7        | 0        | 41    | 1     |
| 1956-1957             | PSV Eindhoven         | Eredivisie            | 33          | 0           | -                     | -                     | -                              | -                              | -                              | 8        | 0        | 41    | 0     |
| 1957-1958             | PSV Eindhoven         | Eredivisie            | 34          | 0           | -                     | -                     | -                              | -                              | -                              | 7        | 0        | 41    | 0     |
| 1958-1959             | PSV Eindhoven         | Eredivisie            | 32          | 0           | -                     | -                     | -                              | -                              | -                              | 7        | 0        | 39    | 0     |
| 1959-1960             | PSV Eindhoven         | Eredivisie            | 31          | 0           | -                     | -                     | -                              | -                              | -                              | 7        | 0        | 38    | 0     |
| 1960-1961             | PSV Eindhoven         | Eredivisie            | 33          | 1           | -                     | -                     | -                              | -                              | -                              | 6        | 0        | 39    | 1     |
| 1961-1962             | PSV Eindhoven         | Eredivisie            | 33          | 0           | -                     | -                     | -                              | -                              | -                              | 5        | 0        | 38    | 0     |
| 1962-1963             | PSV Eindhoven         | Eredivisie            | 30          | 1           | -                     | -                     | -                              | -                              | -                              | 1        | 0        | 31    | 1     |
| 1963-1964             | PSV Eindhoven         | Eredivisie            | 25          | 1           | -                     | -                     | C1                             | 6                              | 0                              | -        | -        | 31    | 1     |
| 1964-1965             | PSV Eindhoven         | Eredivisie            | 27          | 0           | -                     | -                     | -                              | -                              | -                              | -        | -        | 27    | 0     |
| 1965-1966             | Eindhoven VV          | Eerste Divisie        | 4           | 0           | -                     | -                     | -                              | -                              | -                              | -        | -        | 4     | 0     |
| Total sur la carrière | Total sur la carrière | Total sur la carrière | 320         | 4           | -                     | -                     | -                              | 8                              | 0                              | 53       | 0        | 381   | 4     |